# Palazzo Mazzonis
Palazzo Mazzonis è una dimora signorile di origine secentesca, ubicata in via San Domenico, nel centro di Torino. Dal 2008 ospita la sede del MAO - Museo di Arte Orientale.
Nel 1910 il Ministero della Pubblica istruzione lo ha riconosciuto monumento pregevole di arte e di storia e, in quanto tale, l'edificio è inserito nell'Elenco degli edifici monumentali . 

## Storia

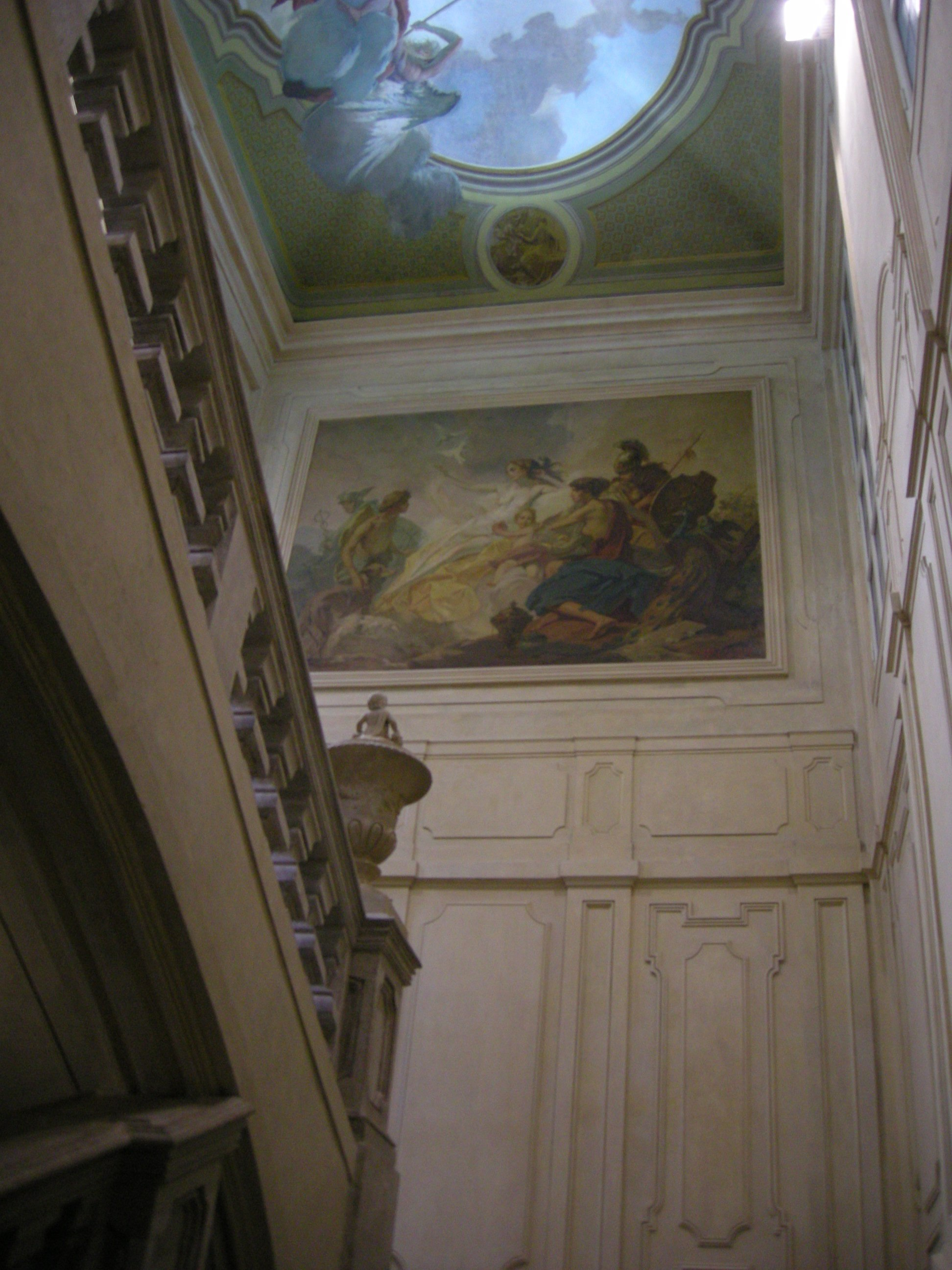
Lo scalone del palazzo

Probabilmente frutto di un ampliamento del preesistente edificio di epoca secentesca, l’edificio è attestato fin dal 1587 ed è appartenuto per tre secoli ai due rami di una famiglia tra le più importanti dell’aristocrazia piemontese: ai marchesi Solaro della Chiusa (derivati dai Solaro di Moretta) e ai Solaro della Margarita . La pianta quadrangolare del palazzo, ben s'inserisce nel contesto urbanistico progettato da Carlo Morelli nel 1656.
Tra i suoi primi residenti troviamo Carlo Ubertino I, ambasciatore del duca Carlo Emanuele I a Roma, in Francia, Spagna, Portogallo, Inghilterra, Scozia, e suo figlio, Emanuele Filiberto Solaro, come il padre fidato collaboratore del Duca Carlo Emanuele I, governatore di Vercelli, ambasciatore alle corti di Francia e Mantova, Gran Ciambellano. Emanuele Filiberto Solaro fu insignito  del Collare dell’Annunziata, massima onorificenza dei Duchi di Savoia.
Nel 1723 il marchese Francesco Amedeo Ludovico assunse l’iniziativa di un rammodernamento dell’edificio, per avere una dimora consona al suo stato, su progtetto attribuito all'architetto Benedetto Alfieri . Nel 1730 un giovane Jean-Jacques Rousseau, appena abiurato il Calvinismo per aderire al Cattolicesimo, lavora come valletto al servizio del conte Solaro di Gouvon, per essere poi licenziato per avere sottratto un nastro .
L'edificio fu acquistato nel 1830 dal conte Clemente Solaro della Margherita, ministro e primo segretario di Stato per gli Affari Esteri di Carlo Alberto a cui si deve un nuovo rimaneggiamento nel 1845, di cui si conserva testimonianza presso l'Archivio Storico di Torino. Alla morte del conte la dimora fu ereditata dal figlio Carlo Alberto, che la vendette al cavalier Paolo Mazzonis, industriale tessile, nominato barone di Pralafera nel 1880. Il piano terreno del palazzo venne quasi subito adibito a sede degli uffici della manifattura e tale rimase per un secolo. Nel 1910 il palazzo fu elevato a  «monumento pregevole di arte e storia» e, in seguito, adibito dal figlio Federico a sede degli uffici di rappresentanza della manifattura Mazzonis .
Nel corso del Novecento l'erede Ottavio Mazzonis di Pralafera v'introdusse alcune modifiche, che riguardarono prevalentemente lo scalone aulico, arricchendo le pareti inferiori di cornici, stucchi e pannelli, a imitazione di quelli già presenti nella parte superiore. Inoltre fece ampliare alcune finestre della parete interna al palazzo e ne fece realizzare alcune in trompe l'oeil. Lo stesso Ottavio Mazzonis, pittore allievo di Nicola Arduino, nel 1955 dipinse la volta ad affresco con l’allegoria dell’Arte e dell’Industria e le insegne araldiche della famiglia .
Nel 1968, a seguito della cessazione dell'attività, l'edificio venne chiuso e rimase inutilizzato fino all'acquisto, nel 1980, da parte del Comune di Torino. Nel 1982, dopo un sommario restauro, divenne sede di parte degli uffici giudiziari del vicino Tribunale, fino al trasferimento presso la nuova Cittadella Giudiziaria, nel 2001.
Dal 2008 il palazzo ospita la sede del MAO - Museo di Arte Orientale, su progetto dell'architetto Andrea Bruno.